# Kaze to Ki no Uta
Kaze to Ki No Uta (風と木の詩, kaze to ki no uta) és un manga yaoi de l'autora Keiko Takemiya, publicat el 1976 per Shogakukan i reeditat el 1995 per Hakusensha. És actualment considerat un clàssic del gènere yaoi (d'amor homosexual entre dos homes), del qual en fou la primera publicació reconeguda.
A Espanya el manga fou publicat el 2018 per l'editorial Milky Way Editions, sent així la primera editorial en publicar-la i en editar-la fora del Japó per primera vegada.
El 1987 va ser adaptat a una OVA.